# Sœurs de la compagnie de la Croix
Les Sœurs de la compagnie de la Croix (en latin : Societatis Sororum a Cruce) forment une congrégation religieuse féminine hospitalière et caritative de droit pontifical.

## Historique

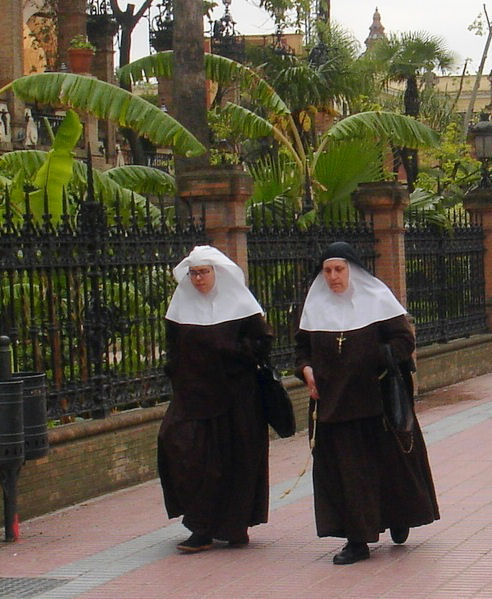
Sœurs de la Croix.

La congrégation est fondée par Angèle de la Croix (1846 - 1932) sur les conseils de son directeur spirituelle, José Torres Padilla (1811 - 1878). Le 2 août 1875 à Séville elle fonde la compagnie de la Croix avec trois compagnes, reconnue de droit diocésain le 3 avril 1876 par Mgr Spinola, archevêque de Séville.
L'institut obtient le décret de louange le 10 décembre 1898, il est approuvé définitivement par le Saint-Siège le 25 juin 1904 et agrégé à l'ordre des Frères mineurs le 23 mars 1908, ses constitutions sont reconnues le 14 juillet 1908.
Marie de l'Immaculée de la Croix était religieuse de cette congrégation.

## Activités et diffusion
L'apostolat des sœurs est le service aux pauvres et aux malades.
Elles sont présentes en Espagne, en Argentine et en Italie.
La maison-mère est à Séville.
En 2017, l'institut comptait 545 religieuses dans 53 maisons.